# Sociedade Portuguesa de Matemática
A Sociedade Portuguesa de Matemática (SPM) é uma instituição portuguesa, fundada a 12 de Dezembro de 1940, cujos objectivos são o desenvolvimento do ensino, a divulgação e a promoção da investigação matemática em Portugal. A SPM é responsável pela publicação da revista científica Portugaliæ Mathematica, do Boletim da SPM, da Gazeta de Matemática e de diversos livros. As suas actividades incluem ainda a organização de eventos, congressos, palestras e encontros científicos e ainda acções de formação. Em parceria com a Universidade de Coimbra, organiza as Olimpíadas Portuguesas de Matemática e a participação de equipas portuguesas nas Olimpíadas Internacionais de Matemática, nas Olimpíadas Ibero-Americanas de Matemática e nas Olimpíadas de Matemática da CPLP. Promove também o programa televisivo "Isto é Matemática", transmitido na SIC Notícias e SIC Internacional. Reúne professores e investigadores de matemática, interessados no progresso da disciplina no país.

## História da SPM
As décadas de 30 e 40 representaram uma época importante para a matemática em Portugal. Uma geração composta por nomes como Bento de Jesus Caraça, Ruy Luís Gomes, Alfredo Pereira Gomes, António Aniceto Monteiro e Hugo Ribeiro, entre outros, iniciou a sua carreira, e deu novo ânimo à investigação matemática no país. Nasceram então diversos projetos, entre os quais a revista  Portugaliæ Mathematica  (1937), o Seminário Matemático de Lisboa (1938), o Centro de Estudos Matemáticos Aplicados à Economia (1938), a Gazeta de Matemática (1939), o Centro de Estudos Matemáticos de Lisboa e do Porto (1940 e 1942, respetivamente). Foi nesse contexto que, a 12 de dezembro de 1940, surgiu a Sociedade Portuguesa de Matemática (SPM), vocacionada para o desenvolvimento do ensino, da divulgação e da promoção da investigação matemática em Portugal.
As associações, no entanto, não eram bem vistas pelo regime vigente. Foi impossível registar os estatutos da SPM, que só foi legalizada depois do 25 de abril, a 10 de outubro de 1977 – quase 40 anos após a sua fundação. Também os colóquios e conferências, organizados com o intuito de contrariar o isolamento dos matemáticos portugueses entre si e em relação aos estrangeiros, foram muitas vezes considerados reuniões políticas, o que prejudicou a dinâmica dos trabalhos.
Ainda assim, a instituição não deixou de concretizar a sua expansão. Pedro José da Cunha dirigiu a instituição até 1943, Aureliano de Mira Fernandes e Bento de Jesus Caraça sucederam-lhe na presidência, seguidos de Ferreira de Macedo, em 1945, e de Zaluar Nunes, em 1947. Estes foram confrontados com dificuldades crescentes. 
A desconfiança por parte do governo aumentou e iniciou-se uma perseguição aos matemáticos. Logo em 1945, António Aniceto Monteiro viu-se obrigado a deixar o país, por não conseguir exercer a profissão. Os clubes de matemática foram declarados ilegais. Em 1946-1947 foi desencadeada uma ofensiva contra a Universidade, tendo sido afastados ou impedidos de prosseguir as suas carreiras Bento de Jesus Caraça, Ruy Luís Gomes, Zaluar Nunes, Hugo Ribeiro e Alfredo Pereira Gomes, entre outros. 
Após um período inicial de grande actividade, a SPM esteve inactiva a partir de 1947. Pressionados pela PIDE, muitos dos sócios fundadores e grandes dinamizadores da Sociedade partiram para o exílio. A actividade da SPM entrou em declínio. Embora as revistas se tenham mantido –, a Portugaliæ Mathematica graças aos esforços de Zaluar Nunes e a Gazeta de Matemática aos de Gaspar Teixeira – a Matemática em Portugal entrou num período de adormecimento.
Apesar destas circunstâncias, a Sociedade conseguiu evitar a extinção total, embora não pudesse funcionar de forma significativa. A situação política mudou em 1974, com o derrube da ditadura e, em 1977, a SPM foi reactivada sob a direcção de uma comissão instaladora formada por João Cosme Santos Guerreiro, João Manuel da Silva Oliveira e Alfredo Pereira Gomes, restabelecendo o seu papel na promoção da matemática em Portugal.
Os presidentes da SPM na sua primeira fase foram:
- Pedro José da Cunha (1941–1942)
- Aureliano de Mira Fernandes e Bento de Jesus Caraça (1943–1944)
- António A. Ferreira de Macedo (1945–1946)
- Manuel Zaluar Nunes (1947–1948)

A 2 de Outubro de 2000 foi feita Membro-Honorário da Ordem da Instrução Pública.
A Sociedade Portuguesa de Matemática foi excluída de todos os grupos de trabalho do Ministério da Educação desde 2016.